# Макнил, Кейт
Кейт Макни́л (англ. Kate McNeil, род. 17 августа 1959) — американская телевизионная актриса. Она родилась в Филадельфии, штат Пенсильвания, и начала свою карьеру в дневной мыльной опере «Как вращается мир», где снималась на регулярной основе с 1981 по 1985 год. Между съемок в мыле, Макнил сыграла главную роль в низкобюджетном, но коммерчески успешном фильме-слэшере «На греческой улице» (1983). С тех пор она появилась в ещё нескольких фильмах, включая «Я согласен на всё» (1994), «Внезапная смерть» (1995), «Космические ковбои» (2000) и «Блеск» (2001), но основную роль имела лишь в хорроре «Обезьяна-убийца» (1988).
Макнил сыграла несколько десятков ролей на телевидении. В середине 1980-х у неё были видные роли в мини-сериалах «Каин и Авель» и «Север и юг 2», а в 1990-х снялась в трех телефильмах-сиквелах классического сериала «Уолтоны». В начале 1990-х она также имела регулярные роли в двух недолго просуществовавших сериалах CBS: «Радио WIOU» и «Тела как улики». В последующие два десятилетия её карьера складывалась вокруг гостевых ролей в многочисленных шоу, включая «Она написала убийство», «Вавилон-5», «Элли Макбил», «Секретные материалы», «C.S.I.: Место преступления», «Скорая помощь», «Прикосновение ангела», «Морская полиция: Спецотдел», «Большая любовь» и «Безумцы».
В 1987 году вышла замуж за режиссера Роя Фридланда. У них двое детей.